# Dabbagunte, Chiknayakanhalli
Dabbagunte là một làng thuộc tehsil Chiknayakanhalli, huyện Tumkur, bang Karnataka, Ấn Độ.